# 直立人
直立人，又稱為直立猿人，其生存年代为更新世早期至中期。直立人已经能够直立行走并且制造石器，是舊石器時代早期的人類。在划分上，北京人、南京人、蓝田人、元謀人、和县人等都属于直立人。直立人仍带有猿类特徵，如头盖骨低平，眉骨粗壮，吻部前伸。但也有現代人特徵，如可雙足直立和腦容量比猿類大。欧仁·杜布瓦於1891年在爪哇岛梭罗河附近发现的爪哇猿人化石，裴文中於1923年在中國北京附近的周口店所發現的北京直立人化石，在中国南京附近的汤山所发现的南京直立人化石，還有藍田人、和县人和元謀人等，都是直立人的例子。

## 爭議
直立人與匠人在命名上有爭議。因為在亞洲找到的直立人在骨架與齒式方面有別於匠人，所以有些科學家主張只有在亞洲找到的化石才可被稱為直立人，顯示兩者是不同的物種，在這個意義下直立人並不是現代人類的祖先。對於認為直立人就是匠人（即是主張兩詞同義）的科學家，因為匠人是智人的祖先，所以直立人也自然是智人的祖先。

## 特徵
比起能人，直立人的腦容積較大（約800-1300立方厘米），前額沒有那麼斜，牙齒的體積亦較小。直立人的特徵與現代人的相差不遠，其腦容積約達智人的74%，平均高度則約有177.8厘米（5'10"）。

## 習性
直立人生活在天然洞穴，懂得使用打製石器（直立人是舊石器時代早期的人類），所製作和使用的工具比起他們祖先的都更複雜及多樣化。以採集、漁獵為生，懂熟食，以及用火禦敵，并能保存火种。

## 参看
- 类人猿
- 巧人
- 匠人
- 智人
- 人
- 人類演化
- 南方古猿